# Người La Ha
Người La Ha, còn được gọi với một số tên khác nhau như La Ha, Klá, Phlạo, Xá Cha, Xá Bung, Xá Khao, Xá Táu Nhạ, Xá Poọng, Xá Uống, Bủ Hà, Pụa  là một dân tộc cư trú ở miền bắc Việt Nam. Người La Ha được chính thức công nhận là một dân tộc trong số 54 dân tộc tại Việt Nam .

## Ngôn ngữ
Tiếng La Ha thuộc ngữ chi Kra của hệ ngôn ngữ Tai-Kadai.

## Dân số và địa bàn cư trú
Theo kết quả điều tra dân số năm 1999, tổng số người La Ha tại Việt Nam khoảng 5.686 người .
Theo Tổng điều tra dân số và nhà ở năm 2009, người La Ha ở Việt Nam có dân số 8.177 người, cư trú tại 20 trên tổng số 63 tỉnh, thành phố. Tuyệt đại đa số người La Ha cư trú tập trung tại tỉnh Sơn La (8.107 người, chiếm 99,14% tổng số người La Ha tại Việt Nam), cư trú đông nhất ở huyện Bắc Yên và Mường La, Thuận Châu. Ngoài ra người La Ha còn sinh sống tại 
Hà Nội (thống kê được 13 người), 
Đắk Nông (12 người).

## Kinh tế
Người La Ha sống chủ yếu bằng nghề làm rẫy theo lối du canh, do đó việc hái lượm đóng vai trò quan trọng hơn so với săn bắn và đánh cá. Ngày nay nhiều bản đã làm ruộng lúa nước. Người La Ha biết đắp bờ chống xói mòn nương; có nơi đã biết dùng phân bón. Người La Ha thường nuôi heo, gà. Họ cũng nuôi trâu, bò để cày kéo.
Làng của người La Ha thường có khoảng 10 nhà. Người La Ha ở nhà sàn, có hai cửa ra vào với thang lên xuống tại hai đầu nhà, một cửa vào chỗ để tiếp khách và một cửa vào chỗ dành cho sinh hoạt trong gia đình.

## Văn hóa, xã hội

### Hôn nhân gia đình
Trai gái La Ha được tự do tìm hiểu nhau, không bị cha mẹ ép buộc cưới gả. Tuy nhiên việc cưới gả phải được cha mẹ ưng thuận. Để tỏ tình chàng trai phải đến nhà cô gái và dùng sáo, nhị, lời hát trước khi trò chuyện bình thường. Sau lễ dạm hỏi, nếu nhà gái không trả lại trầu do bà mối của nhà trai đưa tới thì chàng trai tổ chức lễ xin ở rể. Chàng trai phải ở rể từ 4 đến 8 năm. Hết hạn đó, lễ cưới được tiến hành. Cô dâu được về ở nhà chồng và đổi theo họ chồng.

### Trang phục
Người La Ha không dệt vải, chỉ trồng bông và đem bông trao đổi với người Thái lấy vải mặc. Do đó, trang phục của người La Ha giống trang phục của người Thái đen.

### Lễ hội

#### Lễ hội Pang A
Lễ hội Pang A hay lễ con nuôi được diễn ra tại nhà thầy mo. Người La Ha có quan niệm người bệnh được thầy mo nhận làm con nuôi, từ một năm hay lâu dài tùy mức độ bệnh nặng nhẹ. Các con nuôi được thầy chữa khỏi bệnh sẽ được mời tham gia lễ hội, quy mô tổ chức Lễ hội Pang A tùy thuộc vào từng thầy mo. Nếu thầy mo có nhiều năm hành nghề, con nuôi đông thì quy mô tổ chức lễ hội lớn. Nhiều người đã hết hạn con nuôi vẫn đến để dự lễ hội để mong con, cháu của mình có lòng biết ơn đối với thầy mo, nối sợi dây tình cảm lâu dài.
Đến ngày làm lễ, gia đình thầy mo dựng cây Xặng Bók ở gian giữa nhà, lễ vật và những chum rượu cần các con nuôi mang đến đặt xung quanh cây Xặng Bók. Gia đình thầy mo sẽ mổ một con lợn, nướng cá, chuẩn bị rau, xôi để làm lễ cúng và làm thức ăn mời con nuôi và những người trong bản đến tham dự.
Trong khi các thầy mo cúng thì người nhà bày mâm cỗ, những người tham gia và các con nuôi vừa ăn, vừa thi uống rượu cần, tạo nên không khí vui vẻ, náo nhiệt của lễ hội. Lễ cúng bắt đầu từ khoảng 9 giờ sáng đến 2 giờ chiều, thì mọi người vào màn múa tăng bu.
Lễ Pang A kết thúc bằng việc người nhà kiểm tra xem tất cả các chum rượu cần đã uống nhạt chưa, nếu uống nhạt rồi thì rút tất cả cần rượu ra đan với nhau thành 1 tấm, bên trên đặt 1 mâm lễ nhỏ được lấy từ mỗi phần lễ một ít đặt lên, tất cả con nuôi và thầy cúng, mỗi người cầm 1 đầu cần rượu để dâng mâm lễ tiễn đưa thần linh về trời.

#### Tang chế
Người La Ha làm tang lễ theo tục cũ. Người chết được chôn với tiền và thóc.